# Hydraena californica
Hydraena californica är en skalbaggsart som beskrevs av Perkins 1980. Hydraena californica ingår i släktet Hydraena och familjen vattenbrynsbaggar. Inga underarter finns listade i Catalogue of Life.